# Ruth Westheimer
Karola Ruth Siegel (født 4. juni 1928 i Wiesenfeld, Tyskland, død 12. juli 2024 i New York City) var en amerikansk skuespillerinde, sexolog, forfatter, mediepersonlighed, radio- og tv-vært samt overlever af Holocaust.
Westheimer blev født i Tyskland i en jødisk familie. Efter at nazisterne kom til magten, sendte hendes forældre i 1938 den 10-årige pige i sikkerhed til en skole i Schweiz, mens de blev tilbage på grund af hendes ældre bedstemor. De blev begge efterfølgende sendt til
koncentrationslejre af Gestapo, hvor de blev dræbt. Efter Anden Verdenskrigs afslutning emigrerede hun til det britisk-kontrollerede mandatområde i Palæstina. På trods af at hun kun var 140 cm høj og 17 år gammel, sluttede hun sig til den jødiske paramilitære gruppe Haganah, hvor blev uddannet som snigskytte. På sin 20-års fødselsdag blev hun
under en aktion alvorligt såret af en eksploderende granat under et mortér brandangreb på Jerusalem under den israelske uafhængighedskrig 1947-1949. To år senere flyttede hun til Paris, hvor hun studerede psykologi på Sorbonne. Da hun immigrerede til USA i 1956, arbejdede hun som stuepige for at klare sig på en kandidatskole, tog en Master of Arts i sociologi på et universitet i New York City i 1959 og fik en doktorgrad i en alder af 42 år fra Teachers College, Columbia University, i 1970. I løbet af det næste årti underviste hun på en række universiteter og havde en privat sexterapipraksis.
Westheimers mediekarriere begyndte i 1980 med radioindkaldsshowet Sexually Speaking, som fortsatte indtil 1990. Hun lancerede derefter et tv-show, The Dr. Ruth Show, som i 1985 tiltrak 2 millioner seere om ugen.
Hun var vært for adskillige serier på Lifetime Channel og andre kabel-tv-netværk fra 1984 til 1993. Hun blev et kendt navn og en stor kulturpersonlighed, optrådte i flere netværks-tv-shows, medvirkede i en film med
Gérard Depardieu, optrådte på forsiden af ugebladet People, optrådte i adskillige reklamer. Hun var forfatter til 45 bøger om sex og seksualitet.

## Tidligt liv og uddannelse

### Tyskland
Westheimer blev født Karola Ruth Siegel, i den lille landsby Wiesenfeld (nu en del af Karlstadt, i Weimarrepublikken. Hun var det eneste barn af ortodokse jøder, Irma (født Hanauer), en husholderske, og Julius Siegel, en grossist og søn af familien, som Irma arbejdede for.Fra hun var et år boede hun i en lejlighed i Frankfurt am Main sammen med sine forældre og sin mormor, Selma, som var enke.